# Victim of the New Disease
Victim of the New Disease es el noveno álbum de estudio de la banda estadounidense de heavy metal All That Remains. Se publicó el 9 de noviembre de 2018 a través de Razor & Tie Records. Este es el último material en contar con la participación de Oli Herbert, guitarrista fundador de la banda, que murió el 17 de octubre de 2018, a menos de un mes del lanzamiento. El álbum constituye un retorno a las raíces metalcore, más pesadas, de la banda.

## Antecedentes
El primer sencillo en desprenderse del álbum fue «Fuck Love». Fue presentado al público por primera vez a través del perfil de Instagram del cantante Philip Labonte en forma de código binario que, al descifrarse, conducía a un vídeo descatalogado (configurado para no figurar en las búsquedas) de YouTube.

## Recepción de la crítica
Victim of the New Disease ha recibido elogios de la crítica. Diversos especialistas musicales han reconocido lo que han considerado como un retorno al característico sonido metalcore de All That Remains, que había estado prácticamente ausente en el material reciente de la banda en favor de un sonido heavy metal y hard rock más tradicional.[cita requerida]
En una reseña positiva para la revista Exclaim!, el autor Max Morin otorgó nueve de diez estrellas al material y manifestó: «Decir que All That Remains está volviendo a sus raíces es sobresimplificar las cosas. Han vuelto, pero con mucha más inteligencia y más experiencia; ello ha dado a su anterior fórmula un nuevo aliento. Victim of the New Disease ha sacado a All That Remains de un adormecimiento que duró una década».

## Lista de canciones
Todas las letras escritas por Phil Labonte, toda la música compuesta por All That Remains. 
| N.º | Título                                       | Duración |  |
| 1.  | «Fuck Love»                                  | 2:58     |  |
| 2.  | «Everything’s Wrong»                         | 4:10     |  |
| 3.  | «Blood I Spill»                              | 3:39     |  |
| 4.  | «Wasteland»                                  | 4:50     |  |
| 5.  | «Alone in the Darkness»                      | 3:29     |  |
| 6.  | «Misery in Me»                               | 4:10     |  |
| 7.  | «Broken»                                     | 3:22     |  |
| 8.  | «Just Tell Me Something» (con Danny Worsnop) | 4:55     |  |
| 9.  | «I Meant What I Said»                        | 4:31     |  |
| 10. | «Victim of the New Disease»                  | 2:58     |  |

## Personal
All That Remains
- Philip Labonte: voz principal
- Oli Herbert: guitarra principal
- Mike Martin: guitarra de acompañamiento
- Aaron Patrick: bajo y coros
- Jason Costa: percusiones

Producción
- Daniel Laskiewicz: productor
- Josh Wilbur: mezcla

## Posicionamiento en listas
| Lista (2018)                     | Mejor posición |
| -------------------------------- | -------------- |
| Australian Digital Albums (ARIA) | 47             |
| Estados Unidos (Billboard 200)   | 154            |
| Estados Unidos (Top Rock Albums) | 28             |